# Utby församling, Göteborgs stift
Utby församling var en församling i nuvarande Göteborgs stift i nuvarande Göteborgs kommun. Församlingen uppgick 1571 i Partille församling efter att kyrkan förstörts 1566.

## Administrativ historik
Församlingen har medeltida ursprung. 
Ur församlingen utbröts 17 augusti 1473 Götaholms församling (Nylöse), och församlingen ingick åtminstone från 1528 till 1545 i ett pastorat med Nylöse församling som moderförsamling för att därefter till 1571 ingå i ett pastorat med Partille församling som moderförsamling. Församlingen uppgick 1571 i Partille församling. År 1928 överfördes området till Göteborgs Gamlestads församling.